# Maßnahmenpaket „Beschäftigungssicherung durch Wachstumsstärkung“
Das Maßnahmenpaket „Beschäftigungssicherung durch Wachstumsstärkung“, auch Konjunkturpaket I genannt, wurde am 5. November 2008 vom deutschen Bundeskabinett in Berlin verabschiedet. Als Ziel des Maßnahmenpakets wird genannt: „In Anbetracht der weltweiten Konjunkturabschwächung als Folge der ernsten Krise auf den globalen Finanzmärkten sieht die Bundesregierung es als vorrangige Aufgabe an, Wachstum und Beschäftigung auch weiterhin zu sichern.“
Es enthält im Wesentlichen folgende Maßnahmen: 
- Flächendeckender Ausbau des Sonderprogramms für ältere und geringqualifizierte Arbeitnehmer (WeGebAU), um durch berufsbegleitende Weiterbildung Entlassungen zu verhindern.
- Verbesserung der Vermittlung von Arbeitnehmern, die sich in der Kündigungsphase befinden (Job-to-Job-Vermittlung), durch 1000 zusätzliche Vermittlerstellen in den Agenturen für Arbeit.
- Verlängerung der Bezugsdauer von Kurzarbeitergeld von bisher 12 Monate auf 18 Monate befristet auf ein Jahr.
- Bei der KfW Bankengruppe wird ein zusätzliches Finanzierungsinstrument mit einem Volumen von bis zu 15 Milliarden Euro geschaffen.
- Einführung einer degressiven Abschreibung für bewegliche Wirtschaftsgüter des Anlagevermögens in Höhe von 25 % zum 1. Januar 2009 zeitlich befristet für zwei Jahre.
- zusätzlich wird befristet für zwei Jahre die Möglichkeit von Sonderabschreibungen für kleinere und mittlere Unternehmen (KMU) eingeführt.
- Aufstockung der KfW-Mittel für das CO2-Gebäudesanierungsprogramm und anderer Maßnahmen um insgesamt drei Milliarden Euro.
- Für einen befristeten Zeitraum Aufstockung der Infrastrukturprogramme der KfW für strukturschwache Gemeinden um drei Milliarden Euro mit besonders günstig gestalteten Zinskonditionen.
- Beschleunigte Umsetzung dringlicher Verkehrsinvestitionen – zusätzliches Volumen von 500 bis 1000 Millionen Euro.
- Erhöhung der Finanzmittel für die Gemeinschaftsaufgabe „Verbesserung der regionalen Wirtschaftsstruktur“.
- Verdoppelung der Steuerermäßigung bei der Einkommensteuer bei der Absetzbarkeit von Haushaltsnahen Handwerkerleistungen von 600 auf 1200 Euro jährlich ab 1. Januar 2009.
- Kraftfahrzeugsteuerbefreiung von einem Jahr für alle Neuwagenkäufe und Verlängerung der maximalen Kfz-Steuerbefreiung auf zwei Jahre für Fahrzeuge, welche die Euro-5 oder Euro-6-Norm erfüllen.
- Verstärkung der bisherigen Maßnahmen der KfW im Bereich der Innovationsförderung und -umsetzung bei gleichzeitiger Aufstockung ihres Angebots an Beteiligungskapital, damit junge innovative Unternehmen einfacher zu einer Anschlussfinanzierung finden.

Zum Finanzvolumen bzw. zu dem durch das Paket gemäß Erwartung der Bundesregierung angestoßenen Finanzvolumen stellt die Presseerklärung von BMWi und BMF fest: „Die Maßnahmen der Bundesregierung fördern in den Jahren 2009 und 2010 Investitionen und Aufträge von Unternehmen, privaten Haushalten und Kommunen in einer Größenordnung von rd. 50 Milliarden Euro. Darüber hinaus gewährleisten Maßnahmen zur Sicherung der Finanzierung und Liquidität bei Unternehmen die Finanzierung von Investitionen im Umfang von gut 20 Milliarden Euro. Zusammen mit den vom Kabinett am 7. Oktober 2008 beschlossenen Maßnahmen werden allein in den Jahren 2009 und 2010 insgesamt rund 32 Milliarden Euro aus den öffentlichen Gesamthaushalten zur Verfügung gestellt.“
Das Maßnahmenpaket wurde am 13. November 2008 von den Fraktionen CDU/CSU und SPD beschlossen und als Gesetzentwurf in den Deutschen Bundestag eingebracht. Am 4. Dezember 2008 beschloss der Bundestag das Konjunkturpaket in dritter Lesung und am darauffolgenden Tag wurde es vom Bundesrat verabschiedet.